# Merosargus brachiatus
Merosargus brachiatus är en tvåvingeart som beskrevs av James 1971. Merosargus brachiatus ingår i släktet Merosargus och familjen vapenflugor. Inga underarter finns listade i Catalogue of Life.